# Hase (Adelsgeschlecht)

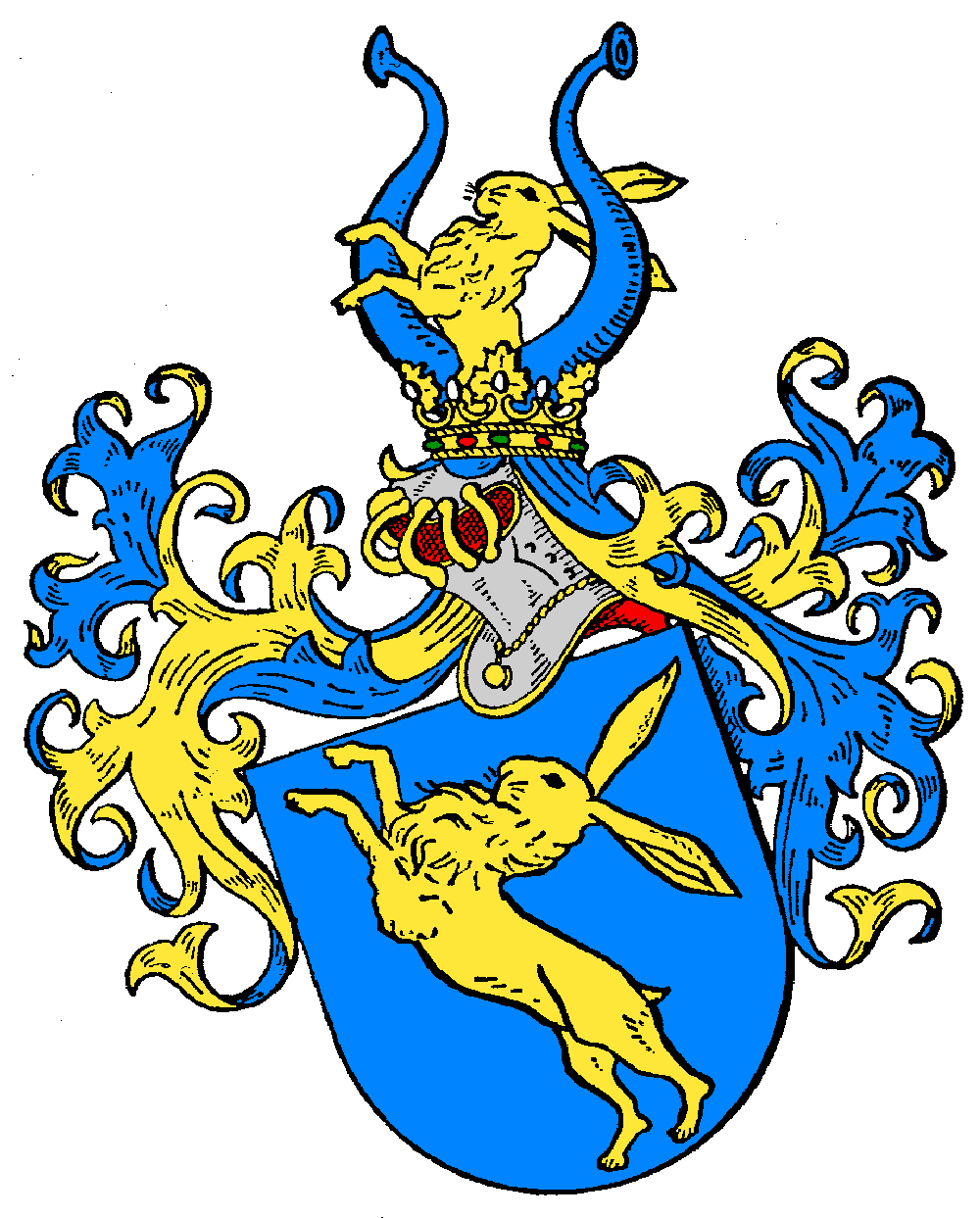
Wappen derer von Hase

Von Hase ist der Name einer ursprünglich thüringischen Familie, die 1883 in den Adelsstand erhoben wurde und im 19. und 20. Jahrhundert bedeutende Theologen, Gelehrte, Beamte, hohe Offiziere und Politiker hervorbrachte.
Das Geschlecht ist nicht zu verwechseln mit dem im 18. Jahrhundert ausgestorbenen alten schlesischen Adelsgeschlecht gleichen Namens und Wappens, das jedoch fünf Straußenfedern als Helmzier führte.

## Geschichte
Die Stammreihe der Familie beginnt mit Nickel Hase (auch „Haße“ oder „Haze“), der von 1445 bis 1454 Rat zu Auma in Thüringen war.
Nobilitierungen: Sächsisch Coburgischer und Gothaischer erblicher Adelsstand durch Verleihung des Großkreuzes des Herzoglich Sächsisch Ernestinischen Hausordens am 18. September 1883 für Dr. phil., Dr. hc, Dr. jur. h. c. Karl Hase, Großherzoglich sächsischer Wirklicher Geheimrat und Professor der Theologie an der Universität Jena. Preußische Anerkennung, Ems 28. Juni 1886 für des vorgenannten Söhne Dr. med. Paul von Hase, preußischer Stabsarzt und D. Dr. phil Karl von Hase, preußischer Konsistorialrat und Militär-Oberpfarrer. Königlich sächsische Adelsanerkennung, Dresden 31. Mai 1912 und Eintragung in das sächsische Adelsbuch am 3. Oktober 1912 für deren Bruder Dr. phil. Oscar Hase, Verlagsbuchhändler in Leipzig und Großherzoglich sächsischer Geheimer Hofrat.

## Wappen
Das Wappen zeigt in Blau einen springenden goldenen Hasen. Auf dem Helm mit blau-goldenen Decken der Hase wachsend zwischen zwei blauen Hörnern.

## Bekannte Familienmitglieder

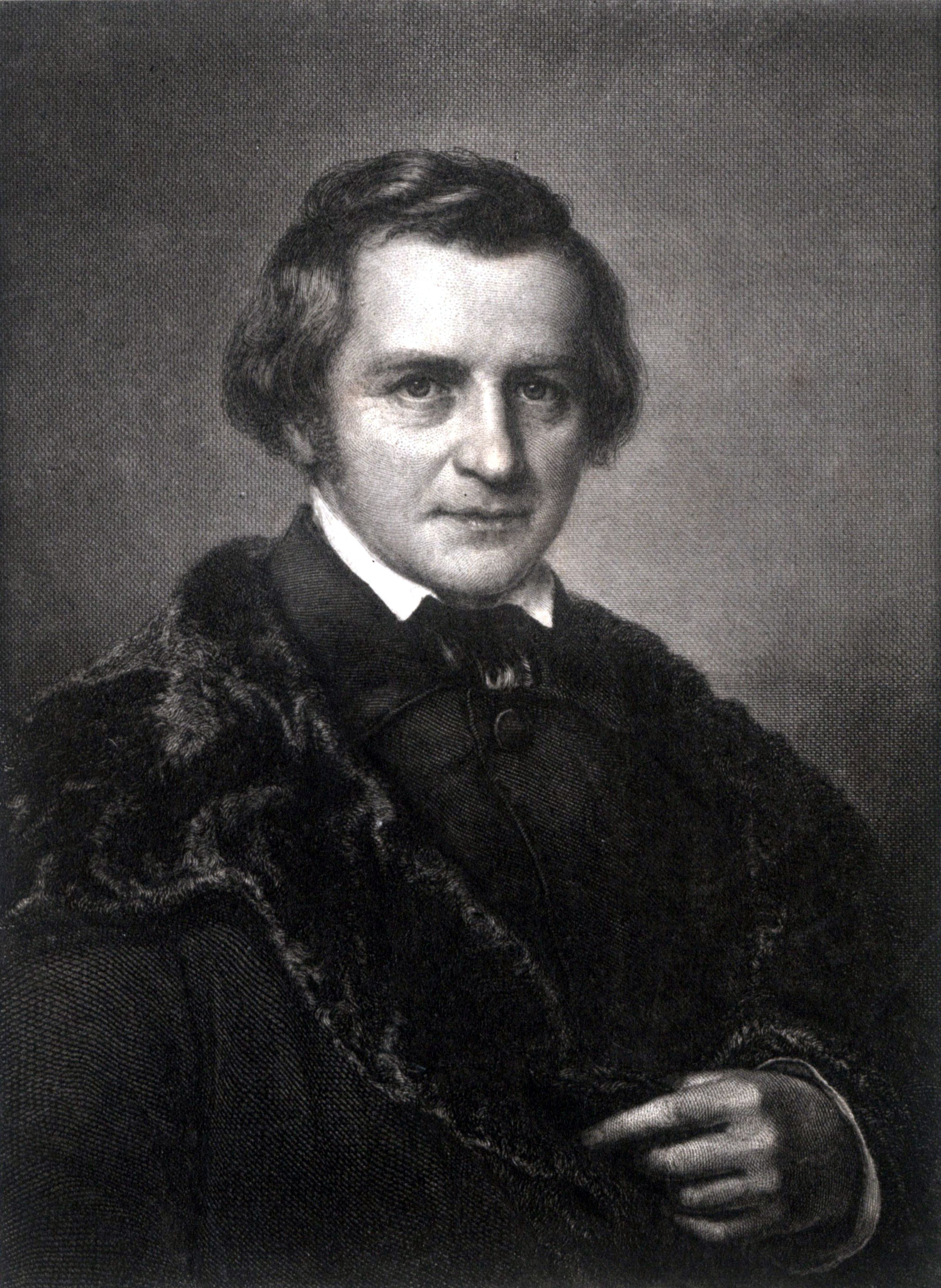
Karl August von Hase

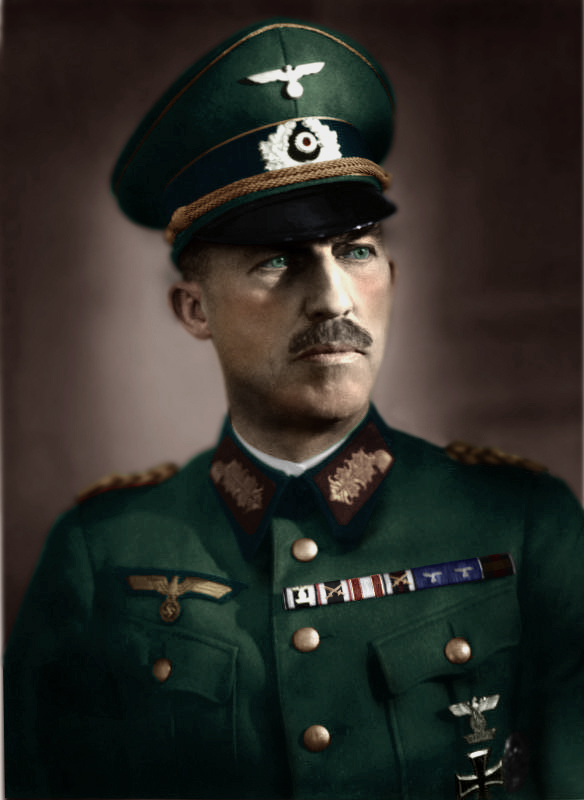
Paul von Hase (1941)

1. Karl von Hase (1800–1890), deutscher Theologe und Hochschullehrer; ab 1883 mit Adelsprädikat
  1. Victor Hase (1834–1860), deutscher Jurist
  2. Paul Erwin von Hase (* 11. August 1840 in Jena; † 27. März 1918 in Berlin), preußischer Oberstabsarzt
    1. Karl Paul Rudolf Günther von Hase (* 2. Oktober 1881 in Hannover; † 6. März 1948 in Berlin), Oberst der Landespolizei
      1. Karl-Günther von Hase (1917–2021), deutscher Diplomat und Journalist, Regierungssprecher der Kabinette Adenauer, Erhard und Kiesinger

    2. Paul von Hase (1885–1944), deutscher Generalleutnant und Widerstandskämpfer vom 20. Juli 1944
      1. Friedrich-Wilhelm von Hase (* 1937), klassischer Archäologe.

  3. Karl Alfred von Hase (1842–1914), evangelischer Geistlicher, Praktischer Theologe, Konsistorialrat und Autor
    1. Hans Karl Paul Stanislaus von Hase (* 19. Juli 1873 in Hannover; † 25. Mai 1958 in Marburg), Superintendent und Pfarrer
      1. Hans Christoph von Hase (1907–2005), deutscher Theologe

    2. Paula Marie Klara Anna von Hase (* 30. Dezember 1876 in Königsberg/Preußen; † 1. Februar 1951 in Berlin), Ehefrau von Karl und damit Mutter von Dietrich Bonhoeffer

  4. Oskar von Hase (1846–1921), deutscher Verleger und Buchhändler
    1. Georg von Hase (1878–1971), deutscher Verleger, Fregattenkapitän und Konsul
    2. Hellmuth von Hase (1891–1979), deutscher Verleger
    3. Martin von Hase (1901–1971), deutscher Verlagsbuchhändler und Buchwissenschaftler

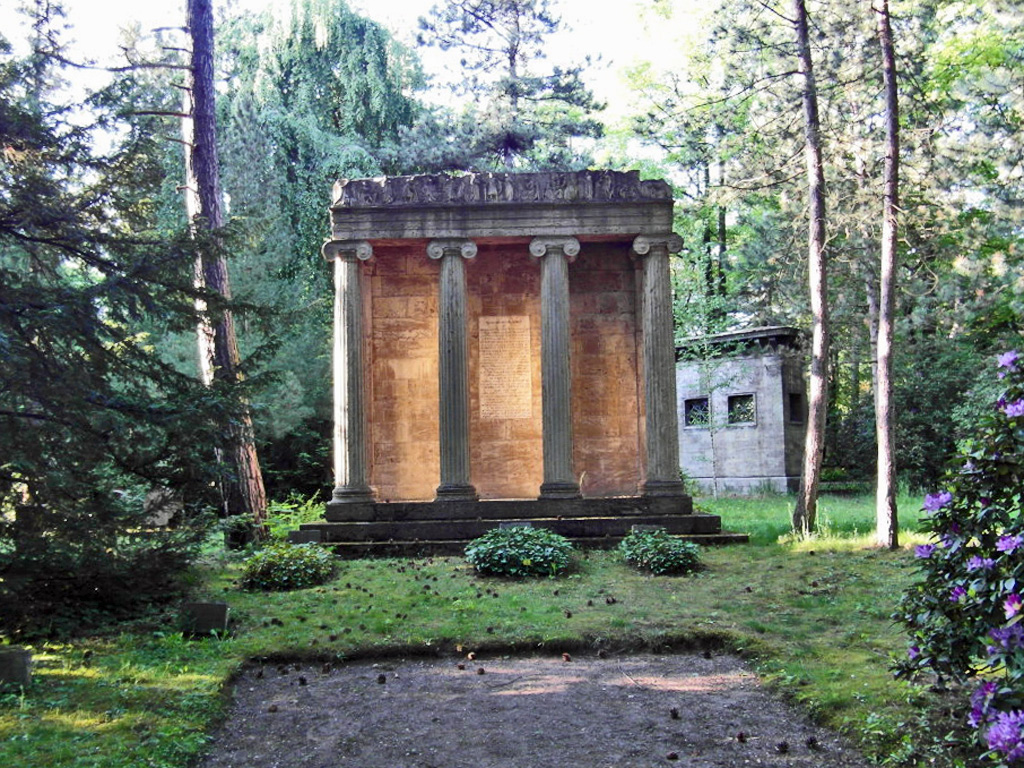
Grabstätte der Familie von Hase auf dem Leipziger Südfriedhof